# بیس (تری‌متیل‌سیلیل) سولفید
بیس(تری‌متیل‌سیلیل)سولفید (به انگلیسی: Bis(trimethylsilyl)sulfide) یک ترکیب شیمیایی با شناسه پاب‌کم ۷۶۹۲۰ است. شکل ظاهری این ترکیب، مایع بی‌رنگ است.